# Crnci
Crnci é um filme de drama croata de 2009 dirigido e escrito por Goran Dević e Zvonimir Jurić. Foi selecionado como representante da Croácia à edição do Oscar 2011, organizada pela Academia de Artes e Ciências Cinematográficas.

## Elenco
- Ivo Gregurević - Ivo
- Krešimir Mikić - Barišić
- Franjo Dijak - Franjo
- Rakan Rushaidat - Darko
- Nikša Butijer - Saran
- Emir Hadžihafizbegović - Lega
- Stjepan Pete - File
- Saša Anočić - Vozač